# Trachyuropoda elegantula
Trachyuropoda elegantula es una especie de arácnido del orden Mesostigmata de la familia Trachyuropodidae.

## Distribución geográfica
Se encuentra en la Polinesia.